# Microregione di Paragominas
La Microregione di Paragominas è una microregione dello Stato del Pará in Brasile, appartenente alla mesoregione di Sudeste Paraense.

## Comuni
Comprende 7 comuni:
- Abel Figueiredo
- Bom Jesus do Tocantins
- Dom Eliseu
- Goianésia do Pará
- Paragominas
- Rondon do Pará
- Ulianópolis